# Cornelius van Steenoven
Cornelius van Steenoven (Amsterdam, 13 ottobre 1661 – Leida, 3 aprile 1725) è stato un arcivescovo vetero-cattolico olandese.
È stato il primo arcivescovo di Utrecht della Chiesa vetero-cattolica dei Paesi Bassi.

## Biografia
Dopo gli studi a Lovanio e Roma fu ordinato sacerdote nel 1689. Fu prima parroco di Amersfoort (1693-1719), successivamente di Leida (1719-1723); dal 1700 ricoprì anche il ruolo di canonico del capitolo della cattedrale di Utrecht. Questo capitolo era stato sospeso in quanto il vicario apostolico Petrus Codde era in conflitto con Roma, che a sua volta non aveva nominato un nuovo vescovo. Il 27 aprile 1723 il capitolo scelse come nuovo arcivescovo Steenoven, di sua propria autorità, che dal 1719 era vicario generale del capitolo. Nonostante l'elezione non fosse riconosciuta da Roma, Steenoven fu consacrato il 14 ottobre 1724 ad Amsterdam dal francese Dominique Marie Varlet, vescovo di Baghdad.
Steenoven morì sei mesi dopo la sua consacrazione a Leida e fu sepolto nella Chiesa vetero-cattolica di Warmond.

## Genealogia episcopale
La genealogia episcopale è:
- Cardinale Scipione Rebiba
- Cardinale Giulio Antonio Santorio
- Cardinale Girolamo Bernerio, O.P.
- Arcivescovo Galeazzo Sanvitale
- Cardinale Ludovico Ludovisi
- Cardinale Luigi Caetani
- Vescovo Giovanni Battista Scanaroli
- Cardinale Antonio Barberini
- Arcivescovo Charles-Maurice le Tellier
- Vescovo Jacques Bénigne Bossuet
- Vescovo Jacques de Goyon de Matignon
- Vescovo Dominique Marie Varlet
- Arcivescovo Cornelius van Steenoven

## Collegamenti
- http://www.okkn.nl Sito ufficiale della Chiesa vetero-cattolica dei Paesi Bassi
- (EN)  Cornelius Steenoven, seventh archbishop of Utrecht, Rev. J.M. Neale, M.A. Oxford, John Henry and James Parker, 1858.

## Fonti
- Archivio dell'Arcidiocesi di Utrecht
- Serge A. Theriault, Marie-Dominique Varlet - Lettres du Canada et de la Louisiane, 1713-1724, ISBN 2-7605-0378-X